# Slaget vid Long Island
Slaget vid Long Island, även känt som Slaget vid Brooklyn eller Slaget vid Brooklyn Heights, ägde rum den 27 augusti 1776. Det blev ett nederlag för kontinentalarmén under befäl av general George Washington och början på ett framgångsrikt fälttåg som gav britterna kontrollen över den strategiskt viktiga staden New York. Under det amerikanska frihetskriget var det det första stora slaget som skedde efter att USA förklarade sig som självständig stat den 4 juli 1776. I fråga om truppstorlek var det den största striden under hela kriget.
Efter att ha besegrat britterna under belägringen av Boston den 17 mars 1776 beordrade överbefälhavaren George Washington att kontinentalarmén skulle försvara hamnstaden New York, som på den tiden bestod av den södra änden av Manhattan Island. Washington förstod att stadens hamn skulle fungera som en utmärkt bas för den brittiska flottan under fälttåget. Där organiserade han försvaret och väntade på att britterna skulle anfalla. I juli landsteg britterna, under befäl av general William Howe, några kilometer förbi hamnen från Manhattan på det glest befolkade Staten Island, där de, under loppet av en och en halv månad, långsamt förstärktes av fartyg i Lower New York Bay och gav dem det totala beloppet på 32 000 soldater. Med den brittiska flottans kontroll över hamninloppet vid The Narrows förstod Washington om svårigheten att hålla staden. Med övertygelsen att Manhattan skulle vara det första målet flyttade han dit huvuddelen av sina trupper.
Den 22 augusti landsteg britterna på Gravesend Bays stränder sydväst om Kings County, förbi The Narrows från Staten Island, mer än 19 kilometer söder från East Rivers korsningar till Manhattan. Efter fem dagars väntan anföll britterna det amerikanska försvaret på Guan Heights. Howe förde sin huvudarmén runt amerikanernas rygg och anföll därefter deras flank. Amerikanerna fick panik, vilket resulterade i att 2/5 av dem dödades eller tillfångatogs, trots att ett stånd från 400 soldater från Maryland förhindrade den större delen av armén från att tillfångatas. Resten av armén drog sig tillbaka till deras viktigaste ställningar på Brooklyn Heights. Britterna förberedde sig för en belägring, men på natten till den 30 augusti evakuerade Washington hela sin armé till Manhattan, helt utan förluster av förnödenheter eller människoliv. Efter flertal andra nederlag drevs Washington och kontinentalarmén ut ur New York fullständigt och tvingades retirera genom New Jersey och in till Pennsylvania.